# Droga ekspresowa S8 (Polska)

Przebieg drogi S8

Droga ekspresowa S8, Trasa im. Bohaterów Bitwy Warszawskiej 1920 – droga ekspresowa w Polsce o docelowej długości 642,3 km. Docelowo połączy Kłodzko z centralną Polską i Białymstokiem, jest zasadniczą częścią drogi krajowej nr 8. Łączy aglomeracje: wrocławską, łódzką, warszawską i białostocką. Trasa na odcinku Kłodzko – Ostrów Maz. stanowi polską część trasy E67, natomiast odcinek Warszawa – Ostrów Mazowiecka to polski odcinek trasy Via Baltica. Trasa S8 jest też częścią Ekspresowej Obwodnicy Warszawy (na odcinku w.Konotopa-w.Marki)
Droga jest w całości oddana do ruchu na odcinku Wrocław – Białystok. Ukończenie odcinka Kłodzko – Wrocław planowane jest nie wcześniej niż w 2026 roku. Według Generalnej Dyrekcji Dróg Krajowych i Autostrad docelowo przebieg drogi ma się zakończyć na granicy polsko-czeskiej w Boboszowie, choć nie ma to odzwierciedlenia w rozporządzeniu ustalającym sieć autostrad i dróg ekspresowych. Ponadto w związku z porozumieniem z rządem Czech dotyczącym przebiegu drogi ekspresowej S3 i autostrady D11 nie jest planowana budowa żadnej autostrady na terenie Czech w rejonie miejscowości Boboszów i Dolní Lipka, tzn. obecnych miejscowości granicznych przy biegnących tam drogach krajowych.

## Patronat
W lipcu 2020 roku minister obrony narodowej Mariusz Błaszczak zapowiedział nadanie patronatu drodze S8. Inicjatywę uczczenia stulecia Bitwy Warszawskiej zaproponowali samorządowcy z kilku gmin powiatu wołomińskiego, przez które przebiega S8 (Marki, Radzymin, Wołomin, Zielonka, Dąbrówka, Klembów, Kobyłka). W maju 2020 roku wójtowie i burmistrzowie tych gmin wystąpili do rad gminnych, do ministra obrony narodowej i do GDDKiA z wnioskiem o nadanie trasie nazwy „Aleja Bohaterów Bitwy Warszawskiej 1920”. Do inicjatywy dołączyła wkrótce większość gmin położonych przy trasie S8 od Warszawy w kierunku Białegostoku. 
Uroczyste nadanie nowego imienia trasie i odsłonięcie głazu miało miejsce w sobotę 15 sierpnia 2020 roku. Służby GDDKiA ustawiły 90 tablic informujących o patronacie na całym odcinku drogi.

## Historia przebiegu
Trasa pojawiła się po raz pierwszy w sieci autostrad i dróg ekspresowych na mocy rozporządzenia Rady Ministrów z 28 września 1993 roku – określono trasę jako:
- droga ekspresowa Warszawa – Piotrków Trybunalski,
- fragment drogi ekspresowej Warszawa – Białystok – Kuźnica (WILNO),
- fragment drogi ekspresowej (Szypliszki) Augustów – Białystok – Lublin – Stalowa Wola[15].

W kolejnym rozporządzeniu, wydanym w 1996 roku, arteria jest wymieniona jako droga ekspresowa S8 Warszawa – Piotrków Trybunalski, S18 na odcinku Warszawa – Białystok oraz S61 na odcinku Augustów – Suwałki – Budzisko.
W rozporządzeniu Rady Ministrów z 29 września 2001 r. określono przebieg drogi ekspresowej S8 jako: Wrocław wariant (Psie Pole) – Kępno – Wieruszów – Sieradz – Łódź oraz Warszawa – Ostrów Mazowiecka – Białystok – Augustów – Budzisko – granica państwa (kierunek Kowno). W rozporządzeniu tym fragment drogi przebiegający przez Wrocław może być wariantowo wybudowany i oznaczony jako autostrada A8, wówczas S8 zaczynałaby się od węzła na Psim Polu. Droga ma także przerwę na odcinku Łódź – Warszawa.
W rozporządzeniu z 2004 roku autostrada A8 nie jest już wariantem, a jest określana jako autostradowa obwodnica Wrocławia na odcinku A4 – Psie Pole. Określono także przebieg między Łodzią a Warszawą, gdzie S8 ma przerwę na odcinku Łódź – Piotrków Trybunalski, biegnąc na tym odcinku autostradą A1, dalej biegnie poprzednim śladem.
W 2009 roku zmieniając rozporządzenie z 2004 roku utworzono nową drogę ekspresową S61, która ma przejąć w Ostrowi Mazowieckiej ruch w kierunku Suwałk. Skrócono przebieg drogi S8 od strony północy do Choroszczy w pobliżu Białegostoku, gdzie ma łączyć się z S19.
W 2019 roku wydłużono docelowy przebieg drogi w jej południowym odcinku do Kłodzka.

## Istniejące odcinki

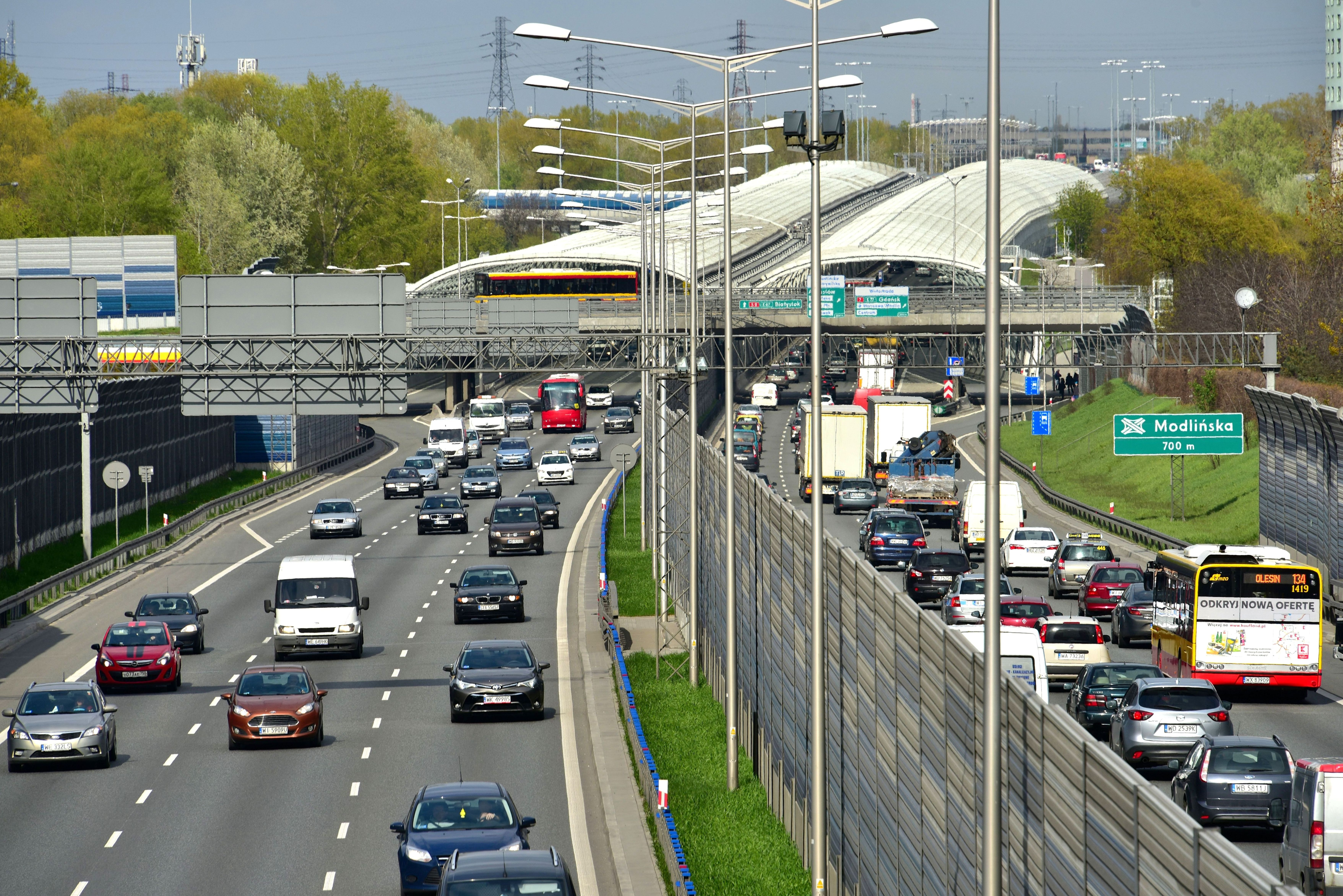
Trasa Armii Krajowej – warszawski odcinek S8

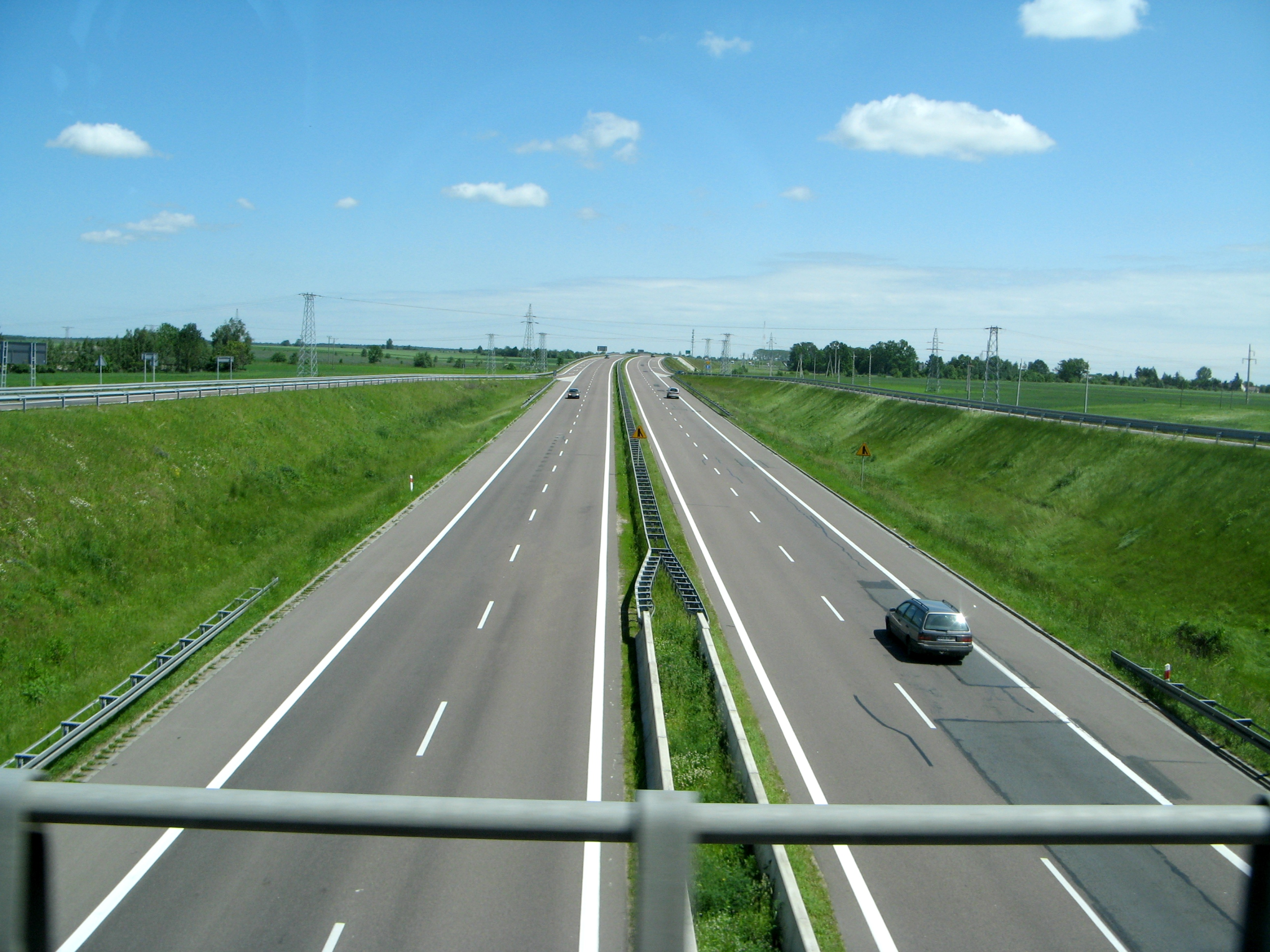
Obwodnica Ostrowi Mazowieckiej widziana z węzła „Ostrów Mazowiecka Północ” (dawniej „Łomża”)

Status i oznaczenie drogi ekspresowej S8 mają wszystkie odcinki na trasie Wrocław – Białystok, o łącznej długości 564 km:

### Kobierzyce–Łódź(Południe)
Odcinek o łącznej długości 208,3 km. W jego skład wchodzi fragment, oznaczony jako autostrada A8. Następujące fragmenty składają się na ww. odcinek:
- ekspresowy odcinek Autostradowej Obwodnicy Wrocławia z Kobierzyc do węzła Wrocław Południe (A4) o długości 4,4 km, oddany do użytku 30 grudnia 2010; dalszy odcinek Wrocław Południe – Wrocław Psie Pole oznaczony jest jako autostrada A8,
- Wrocław Psie Pole – Oleśnica Zach. (węzeł Dąbrowa) o długości 22,1 km; oddany do użytku 6 października 2012[20],
- część obwodnicy Oleśnicy: Oleśnica Zach. – Oleśnica Wsch. (węzeł Cieśle) o długości 7,7 km, oddany do użytku 28 listopada 2006,
- Oleśnica Wsch. – Syców Wsch., długość: 25,1 km, oddany do użytku 30 listopada 2012,
- Syców – Kępno, długość: 15,3 km, oddany do użytku 21 grudnia 2013,
- Kępno – Wieruszów, długość: 16,6 km, oddany do użytku 21 grudnia 2013,
- Wieruszów – węzeł Wieluń, długość 13,1 km, oddany do użytku 21 grudnia 2013,
- węzeł Wieluń d. Walichnowy, 2,0 km, oddany do użytku 21 grudnia 2013,
- Walichnowy – Złoczew, 19 km; oddany do użytku 29 października 2014[21]
- Złoczew – Sieradz Południe, 19,6 km; oddany do użytku 29 października 2014[22]
- Sieradz Południe – Łask, 33,6 km; oddany do użytku 29 listopada 2014[23]
- Łask – Róża, ok. 9,1 km; oddany do użytku 8 sierpnia 2014[24]
- Róża – Rzgów (południowa obwodnica Łodzi), długość: 17,3 km, oddany do użytku 11 kwietnia 2014
- Rzgów – Łódź Południe (d. Wrocław, węzeł z A1), długość: 2,1 km; odcinek ukończony w kwietniu 2014 roku, oddany do użytkowania razem z odc. A1 Stryków – Tuszyn 1 lipca 2016 (razem z węzłem Łódź Południe);
- węzeł Łódź Południe (d. Wrocław, węzeł z A1), długość: 1,3 km, odcinek ukończony w 2014 roku, oczekiwał na wybudowanie sąsiedniego – łączącego odcinka A1; oddany 1 lipca 2016 roku[25]

### Piotrków Trybunalski(Zachód) –Radziejowice
Odcinek o łącznej długości 95,3 km.
- Piotrków Tryb. Zachód – Rawa Mazowiecka Północ o długości 61,2 km; oddany do użytku 28 października 2012[26]
- Rawa Mazowiecka Północ – Adamowice (granica woj. mazowieckiego, obok węzła Mszczonów Południe), o długości 22,8 km; oddany do użytku 17 października 2012[27];
- Adamowice – Radziejowice o długości 11,3 km[28]; wykonawca: Lider konsorcjum – Mostostal Warszawa S.A. Wartość kontraktu wykonawcy: 192 mln zł; oddany do użytku 24 sierpnia 2013; prace wykończeniowe zakończono 19 lutego 2016[29].

### Radziejowice–Przeszkoda
Długość: 9,9 km. Projektowany odcinek położony jest w województwie mazowieckim, na terenach powiatów: żyrardowskiego i grodziskiego na obszarach gmin: Radziejowice i Żabia Wola oraz przebiega przez grunty miejscowości: Radziejowice, Krze Duże, Słubica, Oddział, Nowa Bukówka, Stara Bukówka, Huta Żabiowolska, Żabia Wola, Przeszkoda. Umowę o wartości 306,9 mln zł podpisano 8 lutego 2016 roku. Odcinek miał być oddany do użytku w lipcu 2019 roku. 10 października 2019 odcinek został oddany do użytku.

### Przeszkoda–Paszków
(dł. 11,6 km). Odcinek wybudowany w systemie „Projektuj i buduj” położony jest w województwie mazowieckim, na terenach powiatów: grodziskiego i pruszkowskiego na obszarach gmin: Żabia Wola, Nadarzyn oraz przebiega przez grunty miejscowości: Przeszkoda, Siestrzeń, Rozalin, Kostowiec, Urzut, Młochów, Stara Wieś, Rusiec, Nadarzyn, Kajetany, Paszków, Wolica. 30 listopada udostępniono do ruchu obie jezdnie trasy głównej na odcinku o łącznej długości 13,1 km. Odcinek oddano do użytku na zasadzie tymczasowej organizacji ruchu z ograniczeniem prędkości do 60 km/h, a odcinek ten nie był oznaczony jako droga ekspresowa. Udostępniono węzły Siestrzeń i Młochów, a na węźle Nadarzyn uruchomiona była jedynie relacja w kierunku Wólki Kosowskiej (w prawo na kierunku z Wrocławia). Udostępnienie trasy głównej nie oznaczało zakończenia inwestycji. Wykonawcy, zgodnie z zawartymi kontraktami realizowali roboty poza trasą główną, m.in. układanie nawierzchni chodników i ścieżek rowerowych, budowa dróg lokalnych i docelowych zjazdów do nieruchomości oraz prace przy humusowaniu i nasadzeniach zieleni. Z powodu odkrycia podczas prac cmentarza w Nadarzynie, na którego przebadanie archeolodzy potrzebowali blisko 7 miesięcy, wydłużono czas ukończenia inwestycji do sierpnia 2019 roku. 29 kwietnia 2019 roku oddano do użytku w całości węzeł Nadarzyn. 9 grudnia 2019 roku zniknęły ograniczenia prędkości do 60 km/h. Dzięki temu wprowadzono stałą organizację ruchu, a odcinek ten zyskał pełny standard drogi ekspresowej.

### Paszków–Salomea(węzeł z Al. Jerozolimskimi)
Łączna długość: 15,5 km. Jest to fragment drogi S8 na odcinku Salomea – Wolica wraz z powiązaniem z drogą krajową nr 7. W skład wchodzą odcinki:
- Paszków – Janki Małe (fragment Trasy Salomea-Wolica). Czas trwania budowy: marzec 2014 – 12 grudnia 2015 (ostateczne zakończenie prac na tym odcinku);
- Janki Małe – Warszawa Opacz (część Trasy Salomea-Wolica). Oddany do użytku 17 lipca 2015[36].
- długość: 2 km[37]. Oddana do użytku 23 grudnia 2013 jako droga dwujezdniowa 7.

### WarszawawęzełKonotopa– Warszawa Modlińska*
(część Ekspresowej Obwodnicy Warszawy) o długości łącznej 22,1 km z następującymi fragmentami:
- węzeł Konotopa – Al. Prymasa Tysiąclecia (węzeł Powązkowska)[38]. Długość: 10,4 km, oddany do użytku 19 stycznia 2011[39],
- Al. Prymasa Tysiąclecia (węzeł Powązkowska) – węzeł Modlińska, czyli Trasa Armii Krajowej. Długość 4,6 km[40]. Odcinek był przebudowany do parametrów drogi ekspresowej przez firmę Metrostav, oddany do użytku 21 września 2015[41], oznaczony jako droga ekspresowa od 16 października 2015.
- węzeł Modlińska – Warszawa Marki (ul. Piłsudskiego). Jest to część Ekspresowej Obwodnicy Warszawy o długości 7,1 km, jezdnie główne oddane do użytku 7 czerwca 2012, w pełni oddany do ruchu 12 stycznia 2013[42].

### Marki–Wyszków
Odcinek o łącznej długości 52,1 km z fragmentami:
- Marki – Radzymin (obwodnica Marek) o długości ok. 15,4 km. Podzielony na 2 zadania (pierwotny termin: pierwsze zadanie: data oddania maj 2017, drugie: wrzesień 2017[43]). Oddanie do ruchu jezdni głównych nastąpiło 22 grudnia 2017 r. (tymczasowa organizacja ruchu)[44], natomiast termin ukończenia wszystkich prac to II kwartał 2018[44].
  - węzeł „Marki” (bez węzła) – węzeł „Kobyłka” Długość: 8,13 km. Wykonawca: Salini Polska – lider, Przedsiębiorstwo Robót Inżynieryjno-Budowlanych Export-Pribex – partner
  - węzeł „Kobyłka” (bez węzła) – węzeł „Radzymin Płd.” Długość: 7,24 km. Wykonawca: Konsorcjum firm: Astaldi S.p.A. – Lider Rzym, Przedsiębiorstwo Budowy Dróg i Mostów Sp. z o.o. Mińsk Mazowiecki
- obwodnica Radzymina (Cegielnia – węzeł Radzymin Północ (d. Zwierzyniec) o długości 8,115 km, wybudowana w latach 1996–1998 przez przedsiębiorstwo Dromex, zmodernizowana w latach 2006–2007 przez Warszawskie Przedsiębiorstwo Robót Drogowych w celu umożliwienia ruchu pojazdów ciężkich o nacisku na oś 115 kN[45],
- odcinek Radzymin – Wyszków, o długości 17,3 km od węzła Radzymin Północ (d. Zwierzyniec) do węzła Mostówka, oddany do użytku jako droga dwujezdniowa 18 lutego 2009, jako droga ekspresowa 31 lipca 2009[46],
- obwodnica Wyszkowa (węzeł Mostówka – węzeł Wyszków Północ d. Turzyn) o długości 12,8 km, wraz z mostem na Bugu, oddana do użytku 14 listopada 2008[47].

### Wyszków–Poręba
Długość odcinka: 13 km. Przetarg na ten etap ogłoszono 21 października 2015, a umowę podpisano 28 stycznia 2016. Planowane ukończenie prac miało nastąpić w lipcu 2018 roku, ostatecznie jednak odcinek został oddany do ruchu 19 października 2018.

### Poręba–Ostrów Maz.(południe)
Długość: 16,1 km. Wniosek o Zezwolenie na Realizację Inwestycji Drogowej złożony pod koniec grudnia 2014 roku, a przetarg na ten etap ogłoszono 31 grudnia 2014. Lata realizacji 2016-2018. Umowę podpisano 17 lutego 2016 roku. Czas na realizację wynosi 22 miesiące (z wyłączeniem okresów zimowych pomiędzy 15 grudnia a 15 marca), w związku z czym planowane oddanie do użytku nastąpi w połowie 2018 roku.
Otwarcie odcinka nastąpiło 17 września 2018.

### Ostrów Mazowiecka –Białystok(węzełChoroszcz, S19)
Odcinek o łącznej długości 97,1 km z fragmentami:
- obwodnica Ostrowi Mazowieckiej o długości 8,4 km, realizowana przez firmę Budimex Dromex w l. 2001-2003 i oddana do użytku 16 grudnia 2003[53],
- Ostrów Maz. (północ) – granica woj. podlaskiego: długość: 9,4 km[51]. Wniosek o ZRID złożony pod koniec grudnia 2014 roku, natomiast przetarg ogłoszono 31 grudnia 2014 roku. Umowę o wartości 248,89 mln zł podpisano 2 lutego 2016. Oddanie do użytku na zasadzie przejezdności bez oznaczenia jako droga ekspresowa nastąpiło 20 lipca 2018[54], a od 17 października 2018 jest drogą ekspresową.
- Granica województwa podlaskiego – obwodnica Zambrowa o długości: ok. 14,9 km. Podpisanie umowy na budowę 28 stycznia 2015. Wykonawcą tego odcinka zostało hiszpańskie konsorcjum firm „Rubau Polska” oraz „Construcciones Rubau” S.A. Hiszpania. Inwestycja ma być gotowa w ciągu 22 miesięcy (z wyłączeniem okresów zimowych od 15 grudnia do 15 marca), a konsorcjum daje na swoje prace 10-letnią gwarancję. Roboty zakończono 22 grudnia 2017 r.[55]
- Północna obwodnica Zambrowa i Wiśniewa o długości 11,1 km; oddana do użytku jako droga dwujezdniowa 2 października 2012.
- Północna obwodnica Zambrowa i Wiśniewa – Mężenin o długości: 15,4 km. Podpisanie umowy na budowę nastąpiło 7 sierpnia 2014 roku. Inwestycję zakończono 22 grudnia 2016[56][57].
- Mężenin – Jeżewo Stare w przybliżeniu 14,3 km długości, podpisanie umowy na budowę 22 grudnia 2014, planowane zakończenie inwestycji to 15 grudnia 2017[58]. Odcinek oddano do użytku z ograniczeniami 30 grudnia 2017[59], natomiast 3 stycznia 2018 oddano odcinek w całości[60].
- Jeżewo Stare – Białystok (węzeł Choroszcz, S19): o długości 24,5 km; oddany do użytku jako droga dwujezdniowa 12 września 2012.

Odcinek Warszawa Opacz – Warszawa węzeł Konotopa jest fragmentem drogi ekspresowej S2, tym samym nie został wymieniony w powyższym wykazie, choć według obecnie obowiązującego rozporządzenia określającego przebieg dróg krajowych przebieg trasy został wyznaczony częściowo po śladzie Południowej Obwodnicy Warszawy, nie przerywając ciągłości S8.

## Planowane odcinki

### Wrocław – Bardo
W lutym 2018 r. podpisano umowę na opracowanie do 2020 r. koncepcji przebudowy drogi krajowej nr 8 od Wrocławia (Magnic) do Kłodzka na drogę ekspresową. Do czerwca 2019 roku opracowano studium techniczno-ekonomiczno-środowiskowe oraz przeprowadzono konsultacje społeczne proponowanych wariantów przebiegu drogi. 24 września 2019 odcinek został formalnie włączony do rozporządzenia w sprawie sieci autostrad i dróg ekspresowych. Po wskazaniu zalecanego przebiegu drogi dolnośląski oddział GDDKiA złożył do Regionalnego Dyrektora Ochrony Środowiska we Wrocławiu wniosek o wydanie decyzji środowiskowej dla całego odcinka. Realizację odcinka podzielono na sześć pododcinków. Otwarcie dla ruchu tego odcinka przewidziane jest na rok 2028.  
Pododcinki:
- Kobierzyce Północ (Magnice) - Kobierzyce Południe - 7,5 km, planowany termin zakończenia prac: wrzesień 2027
- Kobierzyce Południe – Jordanów Śląski - 13,8 km, planowany termin zakończenia prac: wrzesień 2027 (na tym odcinku planowany jest węzeł z S5 Wrocław - Bolków)
- Jordanów Śląski - Łagiewniki Zachód - 11,2 km, planowany termin zakończenia prac: wrzesień 2027

Drogę pomiędzy węzłami Kobierzyce i Łagiewniki Zachód będzie można rozbudować o trzeci pas ruchu, wykorzystując w tym celu rezerwę w pasie dzielącym) 
- Łagiewniki Zachód - Niemcza - 9,3 km, planowany termin zakończenia prac: grudzień 2027
- Niemcza - Ząbkowice Śląskie Północ - 7,9 km, planowany termin zakończenia prac: 2028
- Ząbkowice Śląskie Północ - Bardo - 14 km, planowany termin zakończenia prac: 2028

### Bardo – Kłodzko
Odcinek ten będzie łączył się z planowaną obwodnicą Złotego Stoku w ciągu Drogi Krajowej 46, dlatego też wniosek o wydanie decyzji środowiskowej zostanie złożony dopiero po jej zaprojektowaniu aby można było zaprojektować włączenie obwodnicy do drogi S8. Wydanie decyzji środowiskowej dla obwodnicy przewidziane jest na lipiec 2025 i dopiero wówczas można będzie ogłosić przetarg na projekt. Zakończenie budowy tego odcinka S8 planowane jest na 2033 rok.

### Kłodzko – Boboszów
Istnieją trzy warianty budowy. Dwa omijają Kłodzko od wschodniej strony (wariant 1 i 3), natomiast wariant nr 2 przewiduje przebieg drogi przez Kłodzko i Bardo. Zespół pod kierownictwem Macieja Zatheyja wskazał, że wariant trzeci jest najkorzystniejszy - przez Żelazno, Gorzanów, Bystrzycę Kłodzką, Wilkanów, Domaszków i Międzylesie.

## Historia budowy

### Oddział GDDKiA we Wrocławiu
Wrocławski oddział GDDKiA zrealizował w latach 2009–2011 budowę następujących odcinków trasy S8:
- Wrocław (A8) – Oleśnica, długości 22,1 km
  - 30 grudnia 2008 – wydanie decyzji o uwarunkowaniach środowiskowych (DŚU)
  - 18 listopada 2009 – podpisanie umowy na budowę (wykonawca: konsorcjum firm Mota-Engil, wartość kontraktu: 449 mln zł, zaplanowane ukończenie inwestycji: maj 2012)
  - 2 września 2010 – zatwierdzenie projektu budowlanego i udzielenie pozwolenia na budowę drogi ekspresowej S-8 Wrocław (Psie Pole) – Syców na odcinku Wrocław – Oleśnica wraz z budową łącznika do drogi wojewódzkiej nr 340 na odcinku Dąbrowa – Nowosiedlice
  - przesunięty termin zakończenia: wrzesień 2012, ostatecznie data oddania: 6 października 2012.
- Oleśnica – Syców – modernizacja istniejącej drogi nr 8 na odcinku od węzła „Syców Zachód” do węzła „Syców Wschód”, długości 25,1 km
  - 30 grudnia 2008 – wydanie decyzji o uwarunkowaniach środowiskowych (DŚU)
  - 5 listopada 2009 – podpisanie umowy na budowę (wykonawca: Skanska, wartość kontraktu: 469 mln zł, zaplanowane ukończenie inwestycji: maj 2012)
  - przesunięty termin zakończenia: listopad 2012, ostatecznie data oddania: 21 grudnia 2013.

### Oddział GDDKiA w Poznaniu (realizowane przez GDDKiA w Opolu)
Poznański oddział GDDKiA zrealizował w latach 2009–2012 budowę następujących odcinków trasy S8:
- Syców (w. Syców Wschód) – Kępno (S11), długości 15,3 km
  - 9 października 2009 – złożenie wniosku o wydanie decyzji o uwarunkowaniach środowiskowych (DŚU)
  - 30 czerwca 2010 – wydanie decyzji o środowiskowych uwarunkowaniach (DŚU)
  - 30 czerwca 2010 – ogłoszenie przetargu na roboty budowlane
  - 22 lutego 2011 – wydanie ponownej decyzji o środowiskowych uwarunkowaniach (DŚU)
  - 28 grudnia 2011 – podpisanie umowy na budowę (wykonawca: Mota-Engil, wartość kontraktu: 325 mln zł)
  - zaplanowane ukończenie inwestycji: październik 2013, ostatecznie data oddania: 21 grudnia 2013.
- Kępno (S11) – Wieruszów, długości 16,6 km
  - 9 października 2009 – złożenie wniosku o wydanie decyzji o uwarunkowaniach środowiskowych (DŚU)
  - 30 czerwca 2010 – wydanie decyzji o środowiskowych uwarunkowaniach (DŚU)
  - 30 czerwca 2010 – ogłoszenie przetargu na roboty budowlane
  - 22 lutego 2011 – wydanie ponownej decyzji o środowiskowych uwarunkowaniach (DŚU)
  - 28 grudnia 2011 – podpisanie umowy na budowę (wykonawca: Mota-Engil, wartość kontraktu: 527,5 mln zł)
  - zaplanowane ukończenie inwestycji: październik 2013, ostatecznie data oddania: 21 grudnia 2013.
- Wieruszów – węzeł Wieluń d. Walichnowy (bez węzła), długości 13,1 km
  - 9 października 2009 – złożenie wniosku o wydanie decyzji o uwarunkowaniach środowiskowych (DŚU)
  - 30 czerwca 2010 – wydanie decyzji o środowiskowych uwarunkowaniach (DŚU)
  - 30 czerwca 2010 – ogłoszenie przetargu na roboty budowlane
  - 22 lutego 2011 – wydanie ponownej decyzji o środowiskowych uwarunkowaniach (DŚU)
  - 28 grudnia 2011 – podpisanie umowy na budowę (wykonawca: Dragados, wartość kontraktu: 233,5 mln zł)
  - zaplanowane ukończenie inwestycji: październik 2013, ostatecznie data oddania: 21 grudnia 2013.

### Oddział GDDKiA w Łodzi
Łódzki oddział GDDKiA na lata 2007–2015 zaplanował:
- budowę drogi ekspresowej S8 na odcinku: węzeł Wieluń – Łódź (A1), długości 104,7 km, w latach 2011–2015
  - 8 stycznia 2010 – wydanie decyzji o środowiskowych uwarunkowaniach (DŚU)
  - 3 sierpnia 2010 – ogłoszenie przetargów na budowę następujących odcinków (ich rozstrzygnięcie i podpisanie umów z wykonawcami planowane jest na marzec 2011)[68]:
    - odcinek 1 węzeł Wieluń od km 99+937,00 do km 101+972,92
    - odcinki 6 i 7 węzeł Łask – węzeł Róża od km 174+200 do km 183+350 oraz węzeł Róża – węzeł Dobroń (fragment S14) od km 76+479,94 do km 79+800,00
    - odcinek 8 węzeł Róża – węzeł Łódź Południe/A1 (bez węzła) od km 183+350,00 do km 202+700,00
    - odcinek 9 węzeł Łódź Południe (przyszłe skrzyżowanie drogi S8 z autostradą A1) od km 202+700,00 do km 204+000,00

  - 18 listopada 2010 – ogłoszenie przetargów na budowę następujących odcinków:
    - odcinek 2 węzeł Wieluń bez węzła – węzeł Złoczew wraz z węzłem od km 101+972,92 do km 120+961,30
    - odcinek 3 łącznik od węzła Sieradz Południe do połączenia z DK 12 i 14 od km 0+000,00 do km 6+022,88
    - odcinek 4 węzeł Złoczew – węzeł Sieradz Południe wraz z węzłem od km 120+961,30 do km 140+552,05
    - odcinek 5 węzeł Sieradz Południe bez węzła – węzeł Łask bez węzła od km 140+552,05 do km 174+200,00

  - październik 2011 – podpisanie umów na wykonanie odcinków 1 oraz 6-9, planowany termin zakończenia prac: początek 2014 roku
  - 5 stycznia 2012 – podpisanie umów na wykonanie odcinków 2-5, planowany termin zakończenia prac: 11.08.2014
  - 21 grudnia 2013 – otwarcie węzła Wieluń
  - 11 kwietnia 2014 – otwarcie części odcinka 8: Róża – Rzgów o dł. 17,3 km oraz odcinka 7: Róża – Dobroń (S14) o dł. 3,3 km
  - 8 sierpnia 2014 – otwarcie części odcinka 6: Łask – Róża o dł. 8,15 km
- przebudowę drogi nr 8 do parametrów drogi ekspresowej na odcinku: Piotrków Trybunalski Zach. (A1, w. Piotrków) – Rawa Mazowiecka Płn. (droga 72), 61,2 km, w latach 2009–2012
  - 4 października 2006 – wydanie decyzji o środowiskowych uwarunkowaniach (DŚU)
  - 3 września 2009 – podpisanie umowy z wykonawcą robót i projektu (wykonawca: konsorcjum firm Astaldi, wartość kontraktu: 1,7 mld zł)
  - 23 sierpnia 2010 – wydanie pozwolenia na budowę
  - 28 października 2012 – oddanie odcinka do użytku
- przebudowę drogi nr 8 do parametrów drogi ekspresowej na odcinku: Rawa Mazowiecka Płn. (droga 72) – Adamowice (gr. woj. mazowieckiego), 22,8 km, w latach 2009–2012
  - 4 października 2006 – wydanie decyzji o środowiskowych uwarunkowaniach (DŚU)
  - 21 grudnia 2009 – ogłoszenie przetargu na roboty budowlane
  - 29 października 2010 – podpisanie umowy z wykonawcą robót, wykonawca: Bilfinger Berger
  - 17 października 2012 – oddanie odcinka do użytku z ograniczeniami w Babsku (budowa przejścia podziemnego dla pieszych)

### Oddział GDDKiA w Warszawie
Warszawski oddział GDDKiA planował modernizację następujących odcinków drogi nr 8 do S8 lub budowę nowych fragmentów trasy:
- Adamowice (granica województwa mazowieckiego) – Radziejowice (10,3 km):
  - 31 sierpnia 2010 – podpisanie umowy na budowę,
  - 24 sierpnia 2013 – oddanie odcinka do użytku (prace wykończeniowe, brak oznaczenia jako droga ekspresowa),
- Radziejowice – Przeszkoda (9,9 km):
  - 18 grudnia 2013 – ogłoszony przetarg,
  - I połowa 2015 – podpisanie umowy,
  - planowany termin oddania IV kwartał 2018 roku,
- Przeszkoda – Paszków (11,6 km):
  - 3 czerwca 2015[69] – podpisanie umowy na budowę,
  - planowany termin oddania IV kwartał 2018 roku,
- Paszków – Opacz (część trasy Salomea-Wolica; 14,9 km):
  - 12 kwietnia 2013 – podpisanie umowy na budowę, termin zakończenia: grudzień 2015,
  - 23 grudnia 2013 otwarto połączenia węzła Opacz z Al. Jerozolimskimi (węzeł Salomea) o długości 1,9 km[70],
  - 17 lipca 2015 – oddanie do użytku odcinka między węzłem Janki Małe a węzłem Opacz (6 km)
  - 11 grudnia 2015 – oddanie do użytku i ostateczne zakończenie prac na odcinku Paszków – Janki Małe (5,7 km).
- Konotopa – Warszawa Powązki (d. ul. Powązkowska), czyli al. Obrońców Grodna (10,4 km)
  - 23 maja 2012 – oddanie odcinka Konotopa – Warszawa Zachód d. Mory do użytku w standardzie drogi ekspresowej[71],
  - 19 stycznia 2011 – oddanie odcinka Warszawa Zachód d. Mory – Powązki do użytku w standardzie drogi ekspresowej[39],
- Warszawa Powązki (d. ul. Powązkowska) – Warszawa Praga (d. ul. Modlińska), 4,6 km:
  - 18 lipca 2013 – podpisanie umowy na przebudowę do parametrów drogi ekspresowej z firmą Metrostav w trybie „optymalizuj i buduj”;
  - 19 października 2013 – początek przebudowy trasy[72];
  - 21 września 2015 – oddanie do użytku w całości przebudowanego odcinka drogi[41], prace wykończeniowe (bez oznaczenia jako droga ekspresowa);
  - 16 października 2015 – oficjalne zakończenie prac. Odcinek oznaczony jako droga ekspresowa.
- Warszawa Praga (d. ul. Modlińska) – Warszawa Marki (7,1 km):
  - 7 czerwca 2012 – oddanie odcinka do użytku oznaczonego jako droga ekspresowa, ale z ograniczeniami do 80 km/h oraz pracami na drogach dojazdowych i serwisowych,
  - 12 stycznia 2013 – pełne oddanie odcinka do użytku i objęcie systemem ViaTOLL,
- Warszawa Marki – Radzymin (14,7 km):
  - 29 marca 2013 – ogłoszony przetarg,
  - 28 listopada 2014 – podpisano umowę na budowę w trybie „zaprojektuj i zbuduj”
  - budowa w latach 2015–2018,
  - jezdnie główne oraz 2 z 4 węzłów oddane 22 grudnia 2017[44]
  - 5 marca 2021 – zakończenie inwestycji (dokończenie pozostałych 2 węzłów)[73]
- Radzymin – Wyszków (17,3 km)[46]:
  - 18 lutego 2009 – oddanie odcinka do użytku w standardzie drogi dwujezdniowej
  - 31 lipca 2009 – oddanie odcinka do użytku w standardzie drogi ekspresowej
- Wyszków – granica województwa mazowieckiego (28,8 + 4,1 km): 2011-2014
  - 10 sierpnia 2010 – wydanie decyzji o środowiskowych uwarunkowaniach (DŚU),
  - 31 grudnia 2014 – ogłoszenie przetargów na budowę dwóch odcinków drogi ekspresowej S8 pomiędzy Wyszkowem i Ostrowią Mazowiecką, o łącznej długości ok. 29,1 km.

### Oddział GDDKiA w Białymstoku
Białostocki oddział GDDKiA na lata 2007–2013 zaplanował modernizację następujących odcinków drogi nr 8 do parametrów drogi ekspresowej S8:
- granica województwa podlaskiego – Zambrów, 14,9 km,
  - 30 listopada 2009 – wydanie decyzji o środowiskowych uwarunkowaniach (DŚU),
  - 28 stycznia 2015 – podpisanie umowy na budowę, planowane zakończenie inwestycji – lipiec 2017,
- obwodnica Zambrowa i Wiśniewa, 11,1 km, w latach 2009–2012
  - 29 maja 2007 – wydanie decyzji o środowiskowych uwarunkowaniach (DŚU),
  - 9 listopada 2009 – podpisanie umowy na budowę (wykonawca: Bilfinger Berger, wartość kontraktu: 326 mln zł),
  - przesunięty termin zakończenia: wrzesień 2012,
- Wiśniewo – Jeżewo Stare, 29,7 km, w latach 2010–2012
  - 30 listopada 2009 – wydanie decyzji o środowiskowych uwarunkowaniach (DŚU),
  - 7 sierpnia 2014 – podpisanie umowy na budowę odcinka od końca obwodnicy Zambrowa i Wiśniewa do Mężenina (15,39 km), planowane zakończenie budowy – grudzień 2016,
  - 22 grudnia 2014 – podpisanie umowy na budowę odcinka Mężenin – Jeżewo (14 km), planowane zakończenie inwestycji – lipiec 2017;
- Jeżewo Stare – Białystok węzeł Choroszcz, 24,5 km, w latach 2009–2011
  - 18 października 2006 – wydanie decyzji o środowiskowych uwarunkowaniach (DŚU),
  - 12 sierpnia 2009 – podpisanie umowy z wykonawcą projektu i robót (wykonawca: konsorcjum firm Mota-Engil i Strabag, wartość kontraktu: 675 mln zł),
  - 7 października 2010 – wydanie pozwolenia na budowę drogi,
  - 12 września 2012 – oddanie odcinka do użytku jako droga dwujezdniowa z ograniczeniami do 90 km/h[74], we wrześniu 2012 trwały prace wykończeniowe.

## Inwestycje w latach 2007–2013 w ramach Programu Operacyjnego Infrastruktura i Środowisko
| Odcinek                                                       | Lata realizacji                                              | Lata realizacji stan na 2010-06-30                           | Koszt (w mln euro)                                           |
| Oś priorytetowa VI Transeuropejskie sieci transportowe TEN-T  | Oś priorytetowa VI Transeuropejskie sieci transportowe TEN-T | Oś priorytetowa VI Transeuropejskie sieci transportowe TEN-T | Oś priorytetowa VI Transeuropejskie sieci transportowe TEN-T |
| ------------------------------------------------------------- | ------------------------------------------------------------ | ------------------------------------------------------------ | ------------------------------------------------------------ |
| węzeł Opacz – węzeł Paszków                                   | 2009–2011                                                    | 2010–2012 (+1)                                               | 78,45                                                        |
| Wrocław – Psie Pole – Syców                                   | 2009–2012                                                    | 2009–2012                                                    | 237,30                                                       |
| Syców – A1                                                    | 2011–2015                                                    | 2011–2013                                                    | 696,92                                                       |
| Piotrków Trybunalski – Warszawa                               | 2009–2013                                                    | 2009–2013                                                    | 295,44                                                       |
| węzeł Konotopa – węzeł Powązkowska – węzeł Marki              | 2007–2012                                                    | 2008–2014 (+2)                                               | 294,20                                                       |
| Białystok – granica państwa                                   | 2011–2015                                                    | 2012–2016 (+1)                                               | 480,97                                                       |
| Oś priorytetowa IX Infrastruktura drogowa w Polsce wschodniej |                                                              |                                                              |                                                              |
| Wyszków – Białystok                                           | 2009–2012                                                    | 2009–2013 (+1)                                               | 205,00                                                       |

Źródło: Indykatywny wykaz kluczowych i dużych projektów dla Programu Operacyjnego Infrastruktura i Środowisko

## Protesty i konflikty

### Konflikt dotyczący przebiegu drogi ekspresowej S8 przez województwo łódzkie
Droga ekspresowa S8 wywołuje lokalne kontrowersje. W pierwszym wariancie założono poprowadzenie trasy przez Łódź, Pabianice, Łask, Zduńską Wolę i Sieradz, a w drugim przez Piotrków Trybunalski, Bełchatów i Wieluń. We wrześniu 2006 roku pojawiła się trzecia koncepcja poprowadzenia trasy z pominięciem Zduńskiej Woli i Sieradza, bezpośrednio z Łasku do Złoczewa. Zamieszanie wywołał list wysłany przez Barbarę Kondrat, podsekretarza stanu w Ministerstwie Transportu. Z jego treści wynikało, iż przebieg trasy S8 nie został ostatecznie ustalony (są 3 warianty). Było to sprzeczne z rozporządzeniem Dz. U. z 2007 r. nr 35; poz. 220. 1 czerwca 2007 roku Generalna Dyrekcja Dróg Krajowych i Autostrad wydała opinię o przebiegu drogi ekspresowej S8 w wariancie południowym przez Piotrków Trybunalski, Bełchatów i Wieluń. Była to decyzja sprzeczna z rozporządzeniami kolejnych rządów, które wcześniej utrwalały plany przebiegu drogi S8 przez Łódź i Piotrków Trybunalski, z wykorzystaniem fragmentu autostrady A1. Ta decyzja postawiła pod znakiem zapytania plany budowy obwodnicy Łodzi i zaowocowała akcjami protestacyjnymi. 31 maja pierwsza z nich odbyła się w Zgierzu, gdzie na pół godziny zablokowano drogę krajową nr 1. 8 czerwca mieszkańcy Sieradza zablokowali drogę krajową nr 14. Kolejne blokady dróg między Łodzią a Wrocławiem zapowiadali mieszkańcy Pabianic, Łasku i Zduńskiej Woli. Domagali się od premiera Jarosława Kaczyńskiego dotrzymania obietnicy, że droga ekspresowa S8 połączy te miasta z Łodzią. Prezydent Łodzi Jerzy Kropiwnicki zagroził w oświadczeniu na stronach Urzędu Miasta Łodzi oraz w ogłoszeniach prasowych, że zgłosi do prokuratury niezgodną z logiką i nieuzasadnioną ekonomicznie decyzję GDDKiA. W komunikacie ogłoszonym przez GDDKiA wskazano jednak, że z uwagi na fakt, iż dobra droga jest istotnym elementem rozwoju każdego regionu, niezależnie od ustalonego przebiegu S8, podjęta została decyzja o przebudowie dróg nr 12 i 14, tak by stworzyć nowoczesne połączenie drogowe dla Pabianic, Łasku, Zduńskiej Woli i Sieradza, stanowiące wąskie gardła drogowe. Budując S8 w ustalonym wariancie, tak by ciężki ruch tranzytowy odbywał się po tej drodze, zaproponowano równoczesną budowę równoległej do dzisiejszych dróg 12 i 14 dwujezdniowej trasy o parametrach zbliżonych do drogi ekspresowej, z bezkolizyjnymi skrzyżowaniami, która zostałaby połączona zarówno z autostradą A1, jak i drogą S8.
Jako argumenty przemawiające za wyborem wariantu południowego przebiegu drogi S8 GDDKiA przedstawiła następujące fakty:
1. Koszty i finansowanie inwestycji. Istotnym argumentem przemawiającym za wybranym wariantem jest stanowisko Komisji Europejskiej. Stwierdziła ona (w piśmie przesłanym do Ministerstwa Rozwoju Regionalnego), że dofinansowanie z Funduszu Spójności drogi S8 jest możliwe wyłącznie w przebiegu dotychczasowo ustalonym. Ponieważ budowa S8 pochłonęłaby kilka miliardów złotych, nie byłoby realnej możliwości sfinansowania jej z innego unijnego funduszu.
2. Niższa prognoza ruchu tranzytowego i ciężarowego. Z badań wynika, że przyjęcie innego wariantu przebiegu trasy S8 spowodowałoby mniejsze wykorzystanie tej drogi przez kierowców, zarówno samochodów osobowych, jak i ciężarowych, co stoi w sprzeczności z celem, dla którego powstać miałaby ta trasa.
3. Konkurencyjny przebieg wobec autostrady A2. Na pewnym odcinku (o długości ok. 100 km) przebieg trasy S8 (bezpłatnej) byłby równoległy z przebiegiem autostrady A2 (płatnej). Poza względami ekonomicznymi (nieuzasadniona budowa dwóch równoległych dróg najwyższych kategorii) spowodowałoby to niewątpliwie zbyt duże natężenie ruchu na S8 przy jednoczesnym niewykorzystaniu przepustowości A2.
4. Zakłócenie ciągu dwóch planowanych dróg ekspresowych S12 i S74, które mają się łączyć z S8 na węźle Piotrków.
5. Wydłużenie i nienaturalny przebieg trasy.
6. Komplikacje dotyczące opłat za tranzyt. Powstałaby konieczność wniesienia opłaty na odcinku tożsamym z autostradą A1 lub nastąpiłyby komplikacje systemu poboru opłat na A1 ze względu na poprowadzenie bezpłatnej S8 po 18-kilometrowym odcinku płatnej A1.
7. Kolizja z obszarem Natura 2000 (dolina rzeki Grabia).

Po otrzymaniu całkowitej dokumentacji dotyczącej przebiegu drogi S8 (z uwzględnieniem okresu, gdy w planach była ona jeszcze autostradą A8) komisarz Unii Europejskiej do spraw polityki regionalnej, Danuta Hübner, oświadczyła, że z punktu widzenia Unii Europejskiej nie ma przeciwwskazań, by z funduszy infrastrukturalnych i spójności został dofinansowany wariant łódzki przebiegu drogi ekspresowej S8. Tym samym komisarz obaliła argument GDDKiA o niemożliwości finansowania tej inwestycji przez Unię. Zwróciła szczególną uwagę na fakt, że do wniosku o włączenie drogi S8 w rządowym wariancie przez Łódź do korytarza transeuropejskiego TEN-T dołączono błędną mapę lokalizacyjną z przebiegiem bełchatowskim. Komisarz obiecała umożliwienie przeprowadzenia korekty mapy, by była ona zgodna z wnioskowym stanowiskiem rządu.
W październiku 2007 roku w sporze o S8 niespodziewanie pojawiły się jednak nowe fakty przemawiające za przebiegiem drogi południowym wariantem, przez Piotrków Trybunalski, Bełchatów i Wieluń. Okazało się, że łódzki wariant trasy spowodowałby jej sąsiedztwo z planowaną złoczewską odkrywką bełchatowskiej kopalni węgla brunatnego. Pół miliarda ton węgla brunatnego w okolicy Złoczewa ma istotne znaczenie dla kopalni, która zasila największą polską elektrownię w Bełchatowie. W łódzkim wariancie droga S8 biegłaby 3 km od złoża, co mogłoby powodować jej zapadanie się.
Zwolennicy wariantu północnego odpowiedzieli na niektóre argumenty GDDKiA następującymi kontrargumentami:
1. Możliwe byłoby finansowanie z Funduszu Spójności po zmianie korytarza TEN-T, ponadto możliwe byłoby finansowanie z Funduszu Strukturalnego.
2. S74 miałaby łączyć się pod Łodzią w węźle Łódź Południe z S8, a S12 mogłaby zostać przedłużona przez Bełchatów i Wieluń do Walichnów.
3. Przejazd wariantem północnym (S8→A1→A2) na trasie Wrocław-Warszawa byłby krótszy o 15 km od wariantu południowego; na takiej trasie należałoby jednak skorzystać z płatnej A2 (a być może również A1) – przejazd wyłącznie szlakiem S8 (według drogowskazów) byłby krótszy w wariancie południowym.
4. W chwili oddania S8 do użytku wprowadzony byłby jednolity system pobierania opłat w UE.

Ponadto jako argumenty przemawiające na korzyść wariantu północnego przedstawiono:
1. zbliżenie drogi do ważnego miasta wojewódzkiego
2. 10-krotnie większe zaludnienie w wariancie północnym
3. zarezerwowane grunty pod budowę od 30 lat
4. lotnisko NATO w Łasku
5. gotowe projekty obwodnic Wielunia i Bełchatowa – w przypadku wyboru wariantu południowego opóźnienie budowy o co najmniej 2 lata, ze względu na konieczność wykonania nowego projektu dla dróg klasy S.

W 2008 roku na stronie GDDKiA pojawiła się informacja o zmianach w przetargach na autostradę A1 Stryków – Pyrzowice i autostrady A2 Stryków – Konotopa. Zmiany te spowodowane zostały usankcjonowaniem przebiegu drogi ekspresowej S8 na terenie województwa łódzkiego w tzw. wariancie północnym.

### Konflikt dotyczący obwodnicy Wieruszowa
2 stycznia 2007 w Gazecie Wyborczej napisano, że zaprojektowany przebieg poszczególnych odcinków drogi nie był do końca spójny. W zatwierdzonym wcześniej projekcie dla województwa wielkopolskiego założono, że droga S8 utworzy południowe obejście Wieruszowa i przyjęto taki jej przebieg, by był on kontynuacją łódzkiego etapu drogi. Tymczasem w planach dla województwa łódzkiego, w którym Wieruszów leży, trasa ta miała biec na północ od miejscowości – w rezultacie okazało się, że na granicy województw oba planowane odcinki drogi zamiast się łączyć, mijały się o 5,5 km. Po kilku tygodniach ustalono jednak ostateczny przebieg tej trasy.